# 박영훈 (프로게이머)
박영훈(1984년 9월 26일~ )은 대한민국의 전직 스타크래프트 프로게이머이다. HaHuDon라는 아이디를 사용하며, 종족은 저그이다.
2003년 한빛 스타즈(현 웅진 스타즈)에 입단하며 프로게이머 생활을 시작했다.
개인적인 사정으로 한빛 스타즈에서 나온 뒤 무소속으로 활동하다가, 2005년 8월 팬택 앤 큐리텔 큐리어스(현 위메이드 폭스)에 입단했다.
2008년 9월 은퇴하였다.

## 수상 경력
- 2004년 g-voice 챌린지 리그 준우승
- 2004년 itv신인왕전 4강 진출
- 2004년 sky프로리그 우승
- 2005년 다음 다이렉트 듀얼토너먼트 진출
- 2005년 첼린지리그 무소속 진출
- 2006년 5월 신한은행 스타리그 시즌1 24강